# Ifigenia in Tauride (de Majo)
Ifigenia in Tauride ist eine Opera seria (Originalbezeichnung: „Dramma per musica“) in drei Akten von Gian Francesco de Majo (Musik) mit einem Libretto von Mattia Verazi. Sie wurde am 5. November 1764 im Hoftheater in Mannheim uraufgeführt.

## Handlung

### Vorgeschichte
Um die beleidigte Göttin Diana zu versöhnen, beschließt Agamemnon, der König von Argos, ihr seine Tochter Ifigenia (Iphigenie) zu opfern. Dieser gelingt jedoch mit Hilfe ihrer Mutter Clitennestra (Klytaimnestra) die Flucht nach Tauris, wo sie Schutz bei den Skythen findet und ihr Leben der Göttin Diana widmet. Sie lebt dort viele Jahre unerkannt unter den heiligen Jungfrauen und wird schließlich zur Oberpriesterin ernannt. Ihre Eltern halten sie inzwischen für tot. In Tauris lässt der grausame Usurpator Toante (Thoas) alle am Strand eintreffenden Fremden den Göttern opfern.
Nach dem Ende des Trojanischen Kriegs ermordet Clitennestra zusammen mit ihrem Geliebten Egiste (Aigisthos) ihren Gatten Agamemnon. Als Ifigenias jüngerer Bruder Oreste (Orestes) einige Jahre später die Tat an Egiste rächt, tötet er versehentlich auch seine Mutter, die ihm ins Messer läuft. Die Erinnyen schlagen ihn daraufhin mit Wahnsinn und verfolgen ihn. Da ihm ein Orakelspruch Erlösung verspricht, falls er das Standbild der Diana aus Tauris raubt und nach Griechenland bringt, macht sich Oreste mit seinem Freund Pilade (Pylades) per Schiff auf den Weg nach Tauris.
Den eigentlichen Inhalt der Oper gab der Librettist Verazi im Vorwort des deutschen Librettos von 1764 folgendermaßen an:

„Die Grausamkeit des Tyrannens gienge so weit daß er die Iphigenia zu zwingen vermeinte, dem ersterm Eintritt ihres hohen Amts durch die abscheulichste That, mittels selbst händiger Schlachtung ihres leiblichen Bruders, des Orestes ein entsetzliches Denckmahl zu stifften.
Aus was Absichten der Unglückselige, in Begleitung seines Freundes Pildes, sich nacher Schithien begeben – welchen Gefahren er in diesem barbarischen Lande er ausgesetzet gewesen – wie das peinigende Nagen des verletzten Gewissens, welches ihme die gekränckte Fantasey, durch die schmertzliche Erinnerung seine von ihme ohnvorsetzlich umgebrachter eigenen Mutter, der Clitemnestra, verwirrete, aufgehöret – und er den verlohrenen Gebrauch seiner Sinnen wiederum erhalten habe – wann er von der Iphigenia, welche ihn als ein kleines Kind in Argos zuruck gelassen, und die durch Jahren veränderte Gesichts-Züge in ihm nicht so leicht entdecken konnte, erkant worden – auf welche Weiß sie der Grausamkeit des Wütherichs sich sämtlich entzogen haben, und wie endlich der ermüdete Himmel wollte, daß die Gottlosigkeit des Tyrannens anderen zum schröcklichen Exempel gestraffet werde? ist aus der Folge gegenwärtigen Gedichtes zu ersehen.
Die vornehmste Grund-Veste, worauf der Bau dieses Gedichts gesetztet worden, seynd aus dem Pausan. Vall. Paterc. Euripid. Sofoc. Apollodor. Higin. und anderen hergenommen worden.
Ohne die wesentlichste Umstände der Geschicht zu veränderen, habe mich angemaßt, von der allgemeinen fabelhaften Meinung einiger massen abzuweichen, wodurch ich die Ohnwahrscheinlichkeit, der übernatürlich-erstaunlichen Zufällen vermieden, und da ich der Art jener Authoren, welche denen Zuschauern in ihren Trauer-Spielen Mitleiden zu erwecken ausersehen seynd, den verdienten Beifall gebe, habe ich einen Versuch gethan, den Gegenstand davon mehr einnehmend, den Fortgang hingegen weniger gefährlich, und desto gesicherter zu machen.
Der Schau-Platz ist in der Stadt und Gegend von Anticira, die Haupt-Stadt der Halb-Insul Tauris in Schithien.“

### Erster Akt
Ein der Göttin Diana geweihter Wald
Rechts der Tempel der Diana; in der Ferne links die Meeresküste mit gefährlichen Klippen und Felsen; auf einer Felsenspitze ein schwer erreichbarer Wachturm, von dem alle ankommenden Schiffe frühzeitig entdeckt werden können
Szene 1. Bei einem schweren Unwetter kentert das Schiff der Griechen. Nur wenige Überlebende können sich auf einen Felsen retten. Nach dem Abklingen des Sturms plündern die einheimischen Skythen die Schiffbrüchigen und nehmen sie gefangen. Nur Pilade kann sich kämpfend in den heiligen Hain retten. Die Hohepriesterin Ifigenia staunt über die Tapferkeit des Fremden und befiehlt den Rückzug. Sie informiert den Geretteten darüber, dass er als Fremder den heiligen Wald entweiht habe. Er dürfe den Ort daher erst wieder verlassen, nachdem er die Gottheit versöhnt habe. Anschließend teilt sie ihm mit, dass dies ein Vorwand für sie sei, ihm das Leben zu retten, denn das Gesetz gebiete es, alle Fremden zu töten. Der Tyrann Toante sei gerade jetzt besonders übel gelaunt, weil ein Grieche versucht habe, die Statue der Göttin zu rauben. Dieser soll in Kürze wilden Tieren vorgeworfen werden. Pilade, der sofort erkannt hat, dass es sich um seinen Freund Oreste handelt, bittet Ifigenia, diesem Schauspiel zusehen zu dürfen. Sie verspricht, ihm zu diesem Zweck einen skythischen Mantel zur Verfügung zu stellen. Sie hat Mitleid mit ihm, weil sie selbst als Fremde in dieses Land gekommen und seither den Launen Toantes ausgesetzt ist (Arie: „De’ tuoi mali esultarei“).
Szene 2. Pilade ist erschüttert über die Verlogenheit der Götter, deren Spruch Oreste in diese Lage gebracht hat. Er macht sich selbst Vorwürfe, dass er Oreste nicht an Land begleitet hat, und nimmt sich vor, ihm in Zukunft selbst in der größten Gefahr beizustehen (Arie Pilade: „Fra cento belve e cento“)
Thermen im Königspalast mit Springbrunnen, Wasserspielen und Grotesken
Szene 3. Ifigenia unterhält sich mit der taurischen Prinzessin Tomiri über das Schicksal Orestes. Tomiri kennt als einzige Ifigenias wahre Herkunft. Sie vermutet, dass diese deshalb Partei für den Griechen ergreift. Zugleich ist sie eifersüchtig auf Ifigenia, auf die Toante mittlerweile ein Auge geworfen hat. Sie hatte sich selbst Hoffnungen gemacht, durch eine Heirat mit dem Usurpator ihre rechtmäßige Herrschaft wiederzuerlangen, doch nun versucht Toante, sie mit dem Barbarenkönig Merodate zu vermählen (Arie Tomiri: „E specie di follia“).
Szene 4. Als Oreste Ifigenia zum Verhör vorgeführt wird, erschauern beide. Sie erkennen sich nicht als Geschwister, da die Trennung zu lange zurückliegt. Dennoch fühlt sich Oreste an seine von ihm ermordete Mutter erinnert. Sein Wahnsinn macht sich bemerkbar (Cavatine: „Per pietà deh nascondimi almeno“). Ifigenia zieht sich erschüttert zurück.
Szene 5. Im Wahn sieht sich Oreste in der Unterwelt am Ufer des Totenflusses, umgeben von Furien (Accompagnato: „Grazie ai Numi, partì“ – Arie: „Rimorsi tiranni“).
Großes Amphitheater am Palast
Rechts die königliche Loge mit einem Thron; Käfige für die wilden Tiere; Gittertore zwischen den beiden Seiten des Amphitheaters; Zugang zum Theater von einem mit prachtvollen Bauwerken umgebenen und geschmückten Hügel 
Szene 6. Der sarmatische Herrscher Merodate trifft in einem Triumphwagen an der Spitze seines großen Gefolges ein. Er hat Tomiri Mohrensklaven, wilde Tiere, Zwerge und Riesen als Brautgeschenk mitgebracht. Als ihm Toante und Ifigenia entgegenkommen, fragt er Toante hochmütig, ob dies die von ihm als Bettgespielin bestimmte Skythin sei. Sie möge sich zur Eingewöhnung gleich zu seinen Füßen niederlassen. Toante verspricht, dass Tomiri in Kürze erscheinen werde. Unterdessen möge er die Zeit bei den Feierlichkeiten verbringen. Merodate lässt sich von seinen Leuten bejubeln (Cavatine: „Vuoi così? T’appagherò“ – Chor der sarmatischen Krieger: „Pace al mondo, a noi riposo“).
Szene 7. Tomiri erscheint. Sie betrachtet spöttisch den Auftritt Merodates. Dann stellen sie einander vor und überlegen, was sie voneinander halten sollen. Tomiri schlägt vor, er möge doch Ifigenia an ihrer Stelle nehmen. Toante sorgt schließlich für ein Ende der gegenseitigen Sticheleien, und Merodate akzeptiert Tomiri, der er noch einige Verhaltensregeln mitgibt (Arie: „Di me s’accenda“). Alle gehen in ihre Logen, um einem Schaukampf der Ringer zuzusehen.
Szene 8. Als nächste Attraktion der Festlichkeiten soll Oreste an wilde Bestien verfüttert werden. Pilade wirft ihm aus seiner Loge Waffen zu und springt selbst hinab, um an seiner Seite zu kämpfen. Toante ruft die Wachen herbei. Die beiden Freunde kämpfen unerschrocken, müssen sich aber vor der Übermacht in Richtung Königspalast zurückziehen.
Hof im Königspalast
Szene 9. Pilade und Oreste werden festgenommen und auf Befehl Toantes angekettet. Jeder der beiden Freunde ist bemüht, die Schuld auf sich alleine zu nehmen, um den anderen zu retten. Toante interessiert das nicht. Er verheißt ihnen einen schrecklichen Tod (Arie: „Non m’irritate, o perfidi“).
Szene 10. Pilade und Oreste verabschieden sich zärtlich voneinander, als sie von den Wachen getrennt werden (Accompagnato: „Pilade amato“ – Duett: „Che crudele addio funesto“).

### Zweiter Akt
Kabinett
Szene 1. Um sich Ifigenia geneigt zu machen, verspricht Toantes Ifigenia, einen der beiden Gefangenen freizulassen. Allerdings müsse sie den anderen eigenhändig der Göttin opfern. Ifigenia lehnt mit Hinweis auf ihr Keuschheitsgelübde ab. Außerdem weist sie ihn auf den Thronanspruch Tomiris hin. Da verrät ihr Toante einen heimtückischen Plan: Er hat den Hochzeitsbecher vergiftet, um bei der Zeremonie sowohl Tomiri als auch den hochmütigen Merodate zu ermorden. Er erklärt der entsetzten Ifigenia, dass Versprechen für Regenten keine Bedeutung haben, denn für sie gelten keine Regeln. Er schickt Ifigenia fort, da er mit Tomiri sprechen möchte.
Szene 2. Toante erklärt Tomiri, dass ihre Ehe mit Merodate wichtig für das Reich und von den Satrapen angeordnet worden sei. Tomiri verweist auf die gegenteiligen Stimmen des Volks und des Heeres sowie auf ihre Liebe zu ihm, die sie trotz ihres Zorns verspüre (Accompagnato: „Pensaci: e infin ch’io t’amo“ – Arie: „Ah lo sdegno degli amanti“).
Szene 3. Nachdem Tomiri gegangen ist, beschließt Toante, seine Pläne unverändert auszuführen. Er ist sich sicher, dass Ifigenia seinem Werben nachgeben wird (Arie: „Pudico fu spesso“).
Großzügig beleuchteter prächtiger Saal im Königspalast; in der Mitte ein Altar mit einem Bildnis der Concordia
Szene 4. Nachdem Ifigenia Tomiri über den Mordplan Toantes informiert hat, bittet diese sie um Entschuldigung für ihr Verhalten.
Szene 5. Toante, Merodate kommen in Begleitung der skythischen Satrapen, Wachen und weiterem Gefolge hinzu. Toante fordert die Satrapen auf, ihre Zustimmung zur Hochzeit noch einmal zu bestätigen (Chor: „Ceder devi. Concordi noi siamo“). Anschließend heuchelt er vor, um des Friedens willen auf seine Liebe zu Tomiri zu verzichten und verlangt den Hochzeitsbecher für die Trauungszeremonie. Merodate soll als erster den Schwur leisten und daraus trinken – doch er verlangt, dass zuvor Toante daraus trinke. Toante bleibt nichts übrig, als Merodate den Trank zu erlassen. Als anschließend Tomiri daraus trinken soll, wirft sie Toante dem Becher wütend für die Füße. Die Szene endet mit allseitigen Beschimpfungen und Drohungen (Quartett: „Tu m’insulti?“).
Grausiges Verlies im Turm
Der Eingang zum Verlies ist oben durch ein Gitter verschlossen, durch das eine Treppe hinabführt. Links und rechts bewegliche Tore zu verschiedenen Gefängniszellen.
Szene 6. Pilade informiert Oreste darüber, dass Toante beschlossen habe, einen von ihnen freizulassen. Er werde freudig in den Tod gehen, um seinen Freund zu retten.
Szene 7. Als Ifigenia von Pilade erfährt, dass Oreste aus ihrer Heimat Argos stammt, bittet sie ihn um Nachrichten von Agamemnon. Die beiden berichten ihr von seinem Tod durch die Hand Clitennestras und den Fluch, der auf dem gemeinsamen Sohn lastet. Oreste gesteht (ohne seinen Namen zu nennen), dass er selbst Clitennestra getötet habe. Das ruft Ifigenias Zorn hervor. Sie ist nun entschlossen, Oreste zu opfern. Dass die beiden weiterhin darum streiten, wer von ihnen für den anderen sterben dürfe, bringt sie vollkommen in Verwirrung (Duett Oreste/Pilade [mit Ifigenia]: „Senti, ah no: morir volg’lio“).
Szene 8. Ifigenia hat ihre Gefühle nicht mehr unter Kontrolle. Einerseits verspürt sie ein merkwürdiges Gefühl der Zuneigung für Oreste, andererseits ist sie entschlossen, ihre Mutter zu rächen (Accompagnato: „Chi resister potria?“ – Arie: „Ombra cara, che ontorno t’aggiri“).

### Dritter Akt
Abgeschiedener idyllischer Ort im königlichen Garten
Szene 1. Tomiri und Ifigenia haben ihre Differenzen endgültig beigelegt. Ifigenia überredet die Prinzessin, ihr Schicksal in die eigene Hand zu nehmen und einen Aufstand gegen Toante zu organisieren. Sie schlägt vor, durch geheuchelte Schmeicheleien zu versuchen, Merodates Unterstützung zu gewinnen. Tomiri traut sich eine solche Täuschung jedoch nicht zu. Sie glaubt, dass ihre Gefühle für Toante zu leicht zu durchschauen seien.
Szene 2. Merodates will mit Tomiri in seine Heimat abreisen. Ihren Wunsch, zuvor ihren eigenen Thron von Toante zurückzuerobern, lehnt er ab. Ifigenia rät er, Toantes Drängen zum Schein nachzugeben, um ihn dann einen Dolch ins Herz zu stoßen. Dadurch wäre auch Tomiris Schmach gerächt. Ifigenia überredet ihn, mit der Abreise bis zum nächsten Morgen zu warten. Der Aufstand sollte dann beendet sein. Merodate schlägt vor, dass Ifigenia im Falle eines Fehlschlags mit ihm reisen und vielleicht seine Liebe gewinnen könne. Das Konzept der ehelichen Treue hält er für eine Missgeburt des Gehirns (Terzett: „Di mente aborto vana“).
Unterirdisches Gewölbe des Dianatempels in Form einer weitläufigen und tiefen Höhle
Licht bietet nur der schwache Schein einiger brennender Lampen, die inmitten anderer abstoßender Verzierungen von mysteriösen Sphinxen gehalten werden. In der Mitte vor dem schrecklichen Abbild der dreigestaltigen Göttin der heilige Dreifuß, auf dem die grausamen Opfer ausgeführt werden. Auf einer Seite eine zum Tempel hinaufführende Treppe. Auf der anderen Seite ein dunkler Vorhof, in dem die Waffen und Besitztümer der barbarisch geopferten Menschen aufbewahrt werden.
Szene 3. Nachdem Pilade und Oreste in Begleitung Ifigenias hereingeführt wurden, beginnt Toante mit der Opferzeremonie (Cavatine: „Con face lugubre“ – Chor: „Nume terribile!“). Er fordert Ifigenia auf, das erwählte Opfer zu benennen. Sie deutet auf Oreste. Als dieser vor den Altar geführt wird, bittet Pilade darum, an seiner Seite sterben zu dürfen. Ifigenia lehnt das ab. Stattdessen gibt sie sich Oreste als Tochter der von ihm getöteten Clitennestra zu erkennen. Oreste fällt in Ohnmacht. Ifigenia bittet Pilade, in seiner Heimat nach ihrem Bruder Oreste zu suchen und ihm zu berichten, dass sie den Mord an ihrer Mutter gerächt habe. Als sie nach dem Opferbeil greift, unterbricht Pilade sie und offenbart Orestes wahre Identität (Accompagnato: „Che ardire!“). Dieser erwacht, und die Geschwister erkennen sich wieder. Toante aber nennt Oreste einen Betrüger, fordert Ifigenia auf, das Opfer durchzuführen, und lässt Pilade in den Kerker werfen (Arie Pilade: „E vuoi? … Crudel … Perche?“)
Szene 4. Toante bietet Ifigenia an, Oreste freizulassen, wenn sie in die Ehe mit ihm einwilligt. Er werde im Tempel auf ihre Entscheidung warten. Dort soll dann entweder die Hochzeit stattfinden oder Oreste sterben.
Szene 5. Oreste würde lieber sterben, als seine Schwester mit diesem Tyrannen zu verheiraten. Außerdem möchte er den Tod seiner Mutter sühnen. Ifigenia sieht noch einen weiteren Ausweg: Sie will Toantes schwören lassen, Oreste freizugeben, ihn heiraten und sich anschließend erstechen. Oreste möge ihren Tod dann rächen. Sie weist alle seine Einwände zurück und droht mit sofortigem Selbstmord, wenn er sie davon abhalten wolle (Accompagnato: „Accresa pietoso“ – Arie: „Se il labbro si lagna“).
Szene 6. Tomiri hat unterdessen ihre Anhänger zum Aufstand versammelt. Sie hat bereits alles erfahren und einen Fluchtweg für Ifigenia, Oreste und Pilade vorbereitet. Die Griechen sollen auf dem Schiff der Sarmaten abreisen.
Szene 7. Ifigenia bittet Oreste, abzuwarten, bis sie Pilade und die anderen Griechen befreit hat. Anschließend wollen sie gemeinsam die Statue der Diana zum Schiff schleppen, um Orestes Fluch zu lösen.
Szene 8. Oreste hat die Hoffnung wiedergefunden (Arie: „Tornò la mia speranza“).
Das Innere eines großen Dianatempels mit einem prächtigen Altar ohne die Statue der Göttin
Szene 9. Als Toante mit einigen Wachleuten im Tempel auf Ifigenia warten will, melden die verstörten Priester den Raub der Statue (Chor: „Che sorte! Che fato!“). Kurz darauf erscheint die bewaffnete Tomiri und informiert ihn darüber, dass der Tempel von den Sarmatiern umringt sei. Sie kenne aber einen unterirdischen Geheimgang nach draußen. Obwohl das Volk seinen Tod fordere, wolle sie ihn retten, wenn er Reue zeige und in die Ehe mit ihr einwillige. Toante beschimpft sie jedoch unter schweren Gotteslästerungen.
Szene 10. Merodate wartet ungeduldig auf die Unterwerfung Toantes. Er will endlich mit Tomiri abreisen und die Freuden der Liebe genießen (Terzett: „Al regio letto“). Obwohl der Tempel bereits in Flammen steht, weigert sich Toante, auf Tomiris Vorschlag einzugehen. Tomiri zögert dennoch, ihn zu verlassen. Als Merodate droht, Toante persönlich zu töten, verteidigt sie diesen und schickt Merodate unter Schmähungen fort. Merodate zieht Rache schwörend ab. Toante lehnt es weiterhin ab, Tomiri zu folgen. Ihr bleibt nichts anderes übrig, als ihn zurückzulassen.
Szene 11. Toante hadert mit seinem Schicksal, bis die Flammen jeden Fluchtweg versperrt haben (Accompagnato: „Andrò… Ma Ifigenia?“ – Arie: „Quà… La fiamma!“). Erst jetzt erkennt er, dass er nach seinem Leben als gottloser Schurke eine gerechte Strafe zu erwarten hat. Um diese zu beschleunigen, stürzt er sich vom Altar ins Feuer und wird unter den Trümmern des einstürzenden Tempels begraben. Dahinter zeigen sich ein Teil des ebenfalls in Brand geratenen Waldes und in der Ferne die Meeresküste.

## Gestaltung

### Orchester
Die Orchesterbesetzung der Oper enthält die folgenden Instrumente:
- Holzbläser: zwei Flöten, zwei Oboen, zwei Fagotte
- Blechbläser: zwei Hörner, zwei Trompeten
- Pauken
- Streicher: Violine 1, Violine 2, Bratsche, Violoncello, Bass (Violoncelli und Kontrabässe)
- Basso continuo
- Bühnenmusik: zwei Oboen, zwei Fagotte, zwei Hörner, Schlagzeug (große Trommel, Triangel, Becken), Streicher

### Musiknummern
Die Oper enthält die folgenden Musiknummern (die zeitgenössischen deutschen Textanfänge sind sprachlich geringfügig modernisiert):
Erster Akt
- Nr. 1. Arie (Ifigenia): „De’ tuoi mali esultarei“ – „Über dein Unglücksfälle würde ich frohlocken“ (Szene 1)
- Nr. 2. Arie (Pilade): „Fra cento belve e cento“ – „Werden dich Bären, Tiger und Löwen hundertweis umgeben“ (Szene 2)
- Nr. 3. Arie (Tomiri): „E specie di follia“ – „Ich weiß es, es ist eine Gattung der Narrheit“ (Szene 3)
- Nr. 4. Cavatine (Oreste): „Per pietà deh nascondimi almeno“ – „Um des Himmels willen verbirg wenigstens“ (Szene 4)
- Nr. 5. [Accompagnato-]Rezitativ (Oreste): „Grazie ai Numi, partì“ – „Den Göttern sei Dank, sie ist verschwunden“ (Szene 5)
- Nr. 6. Arie (Oreste): „Rimorsi tiranni“ – „Ihr tyrannischen Bisse“ (Szene 5)
- Nr. 7. Cavatine (Merodate): „Vuoi così? T’appagherò“ – „Willst du es so? So werd’ ich dich vergnügen“ (Szene 6)
- Nr. 8. Chor (sarmatische Krieger): „Pace al mondo, a noi riposo“ – „Der Welt den Frieden und uns die Ruhe“ (Szene 6)
- Nr. 9. Arie (Merodate): „Di me s’accenda“ – „Mich liebe, wer nur will“ (Szene 7)
- Nr. 10. Arie (Toante): „Non m’irritate, o perfidi“ – „Reizt mich nicht, Verräter!“ (Szene 9)
- Nr. 11. [Accompagnato-]Rezitativ (Oreste/Pilade): „Pilade amato“ – „Geliebter Pilade“ (Szene 10)
- Nr. 12. Duett (Oreste/Pilade): „Che crudele addio funesto“ (Szene 10)

Zweiter Akt
- Nr. 13. [Accompagnato-]Rezitativ (Tomiri): „Pensaci: e infin ch’io t’amo“ – „Denke daran“ (Szene 2)
- Nr. 14. Arie (Tomiri): „Ah lo sdegno degli amanti“ – „Ach, der Zorn der Verliebten“ (Szene 2)
- Nr. 15. Arie (Toante): „Pudico fu spesso“ – „Züchtig ist oftmals der Mund“ (Szene 3)
- Nr. 16. Chor (Satrapen): „Ceder devi. Concordi noi siamo“ – „Es ziemt sich, seinem Begehren zu willfahren“ (Szene 5)
- Nr. 17. Quartett (Ifigenia/Tomiri/Merodate/Toante): „Tu m’insulti? Va, che sei“ – „Du beschimpfst mich“ (Szene 5)
- Nr. 18. Duett (Pilade/Oreste [mit Ifigenia]): „Senti, ah no: morir volg’lio“ – „Komme, oh gewünschter Tod!“ (Szene 7)
- Nr. 19. [Accompagnato-]Rezitativ (Ifigenia): „Chi resister potria?“ – „Wer könnte Widerstand leisten?“ (Szene 8)
- Nr. 20. Arie (Ifigenia): „Ombra cara, che ontorno t’aggiri“ – „Geliebter Schatten, der du um mich schwebst“ (Szene 8)

Dritter Akt
- Nr. 21. Terzett (Ifigenia/Tomiri/Merodate): „Di mente aborto vana“ – „Eine Missgeburt des Gehirns“ (Szene 2)
- Nr. 22. Cavatine (Toante): „Con face lugubre“ – „Mit dieser Trauerfackel und dunklem Licht“ (Szene 3)
- Nr. 23. Chor (Priester): „Nume terribile!“ (Szene 3)
- Nr. 24. [Accompagnato-]Rezitativ (Toante/Ifigenia/Oreste/Pilade): „Che ardire!“ –  „Welch eine Verwegenheit!“ (Szene 3)
- Nr. 25. Cavatine (Pilade): „E vuoi? … Crudel … Perche?“ (Szene 3)
- Nr. 26. [Accompagnato-]Rezitativ (Ifigenia): „Accresa pietoso al viver tuo quei giorni il cielo“ – „Der barmherzige Himmel verlängere deine Tage“ (Szene 5)
- Nr. 27. Arie (Ifigenia): „Se il labbro si lagna“ – „Wenn dein Mund nur klagt, so ist es mir genug“ (Szene 5)
- Nr. 28. Arie (Oreste): „Tornò la mia speranza“ – „Meine Hoffnung fängt in dem Herzen an“ (Szene 8)
- Nr. 29. Chor (Priester): „Che sorte! Che fato!“ – „Oh Unglück! Oh abscheuliche Tat!“ (Szene 9)
- Nr. 30. Terzett (Tomiri/Merodate/Toante): „Al regio letto“ – „Ich will dich zum königlichen Bett führen“ (Szene 10)
- Nr. 31. [Accompagnato-]Rezitativ (Toante): „Andrò… Ma Ifigenia?“ – „Soll ich gehen?…“ (Szene 11)
- Nr. 32. Arie (Toante): „Quà… La fiamma!… Là… Il fumo!…“ – „Hier die fressenden Flammen“ (Szene 11)

### Libretto
Das Libretto stammt von Mattia Verazi. Es behandelt einen im 18. Jahrhundert sehr populären Opernstoff nach der Iphigenia in Tauris des Euripides. Spätere Fassungen enthalten außerdem Elemente des 1757 erschienenen Theaterstücks Iphigénie en Tauride von Claude Guimond de La Touche. Die erste bekannte Oper über dieses Sujet wurde von dem französischen Librettisten Joseph-François Duché de Vancy und dem Komponisten Henry Desmarest begonnen und 1704 von Antoine Danchet und André Campra fertiggestellt. Ein italienisches Libretto der Gattung Opera seria von Benedetto Pasqualigo wurde von Giuseppe Maria Orlandini (1719), Leonardo Vinci (1725), Antonio Maria Mazzoni (1756) und Carlo Monza (1784) vertont. Nach dem Erscheinen von La Touches Drama wurde der Stoff häufig für Reformopern genutzt. Marco Coltellinis Libretto vertonten Tommaso Traetta (1763) und Baldassare Galuppi (1768), Verazis Text nutzten nach Gian Francesco de Majo auch Carlo Monza (1766 unter dem Titel Oreste) und Niccolò Jommelli (1771). Die Opern von Christoph Willibald Gluck (Iphigénie en Tauride, 1779) nach einem Libretto von Nicolas François Guillard und Niccolò Piccinni (Iphigénie en Tauride, 1781) mit einem Text von Alphonse du Congé Dubreuil wurden zum Ausgangspunkt des Opernstreits zwischen den „Gluckisten“ und den „Piccinisten“.
Verazi ergänzte die antike Handlung um viele aufwendige Schaueinlagen: Schon während der Ouvertüre wird auf der Bühne ein Sturm mit einem Schiffbruch gezeigt; der angeberische Merodate – eine Figur wie aus der Opera buffa – trifft mit größtem Prunk auf Tauris ein; Oreste muss sich in der Arena gegen wilde Tiere behaupten, und zum Schluss geht der Tempel in Flammen auf und begräbt den Thronräuber Toante unter sich.
Das Libretto verzichtet auf komplizierte Nebenhandlungen. Umso eindringlicher wird der Konflikt zwischen Ifigenia und ihrem bösartigen Gegenspieler Toante dargestellt. Dramatische Aktionen geschehen direkt auf der Bühne und werden nicht nur wie in älteren Opern in Dialogen berichtet. Der Text enthält eine Reihe höchst detaillierter Szenenanweisungen. Nicht zum antiken Mythos gehören die von Verazi ergänzten Rollen der Thronerbin Tomiri und des sarmatischen Königs Merodate. Letzterer ist „eine Art orientalischer Miles Gloriosus“ (Silke Leopold). Dass Oreste in der Vorgeschichte seine Mutter nur versehentlich tötet, ist eine offenbar ironische Verfremdung des Mythos. Anders als in den meisten Ifigenia-Opern ist hier nicht Oreste der primo huomo,:xvi sondern Toante. Es handelt sich somit um eine der frühesten Opern, in der die männliche Hauptrolle von einem Bass gesungen wird.

### Musik
Die Oper unterscheidet sich deutlich von der starren Form der Opera seria. Besonders auffällig sind die beiden Duette für Pilade und Oreste, von denen eines zusätzlich durch Einwürfe Ifigenias unterbrochen wird. Ähnliches gab es erst ein Vierteljahrhundert später wieder. Die großen Szenenkomplexe mit Arien und Chören ohne den folgenden Abgang des jeweiligen Charakters am Szenenschluss („Abgangsarie“) sind ebenso untypisch wie die vielen Ensemblesätze. Neben den beiden Duetten gibt es zwei Terzette und ein Quartett. Alle diese Sätze sind nicht nur reflektiv, sondern direkt in die Handlung eingebunden, wie es damals höchstens in der komischen Oper Usus war. Von dramatischer Kraft zeugen beispielsweise die Ouvertüre, die Schlachtmusik und viele Rezitative. Das Gleiche gilt für die Schlussszene mit dem Einsturz des Tempels und dem Tod Toantes, die als formal freier zusammenhängender Komplex vollständig auskomponiert ist. Sie besteht aus einem Terzett, einem Accompagnato, einem ariosen Abschnitt, einem weiteren Accompagnato und einem Orchesternachspiel. Durch motivische und tonartliche Anleihen an die Ouvertüre entsteht dennoch ein musikalischer Zusammenhalt. Einige Arien zeigen Einflüsse Christoph Willibald Glucks. Die Opferszene des dritten Akts beispielsweise weist metrische und rhythmische Beziehungen zu den Furienchören in dessen Orfeo ed Euridice auf. Sieben Arien und Ensemblesätze werden von Accompagnato-Rezitativen eingeleitet.:xiii
Die Ouvertüre nimmt inhaltlich die programmatischen Ouvertüren des 19. Jahrhunderts vorweg, wie sie Gluck einige Jahre nach de Majos Oper in seiner Iphigénie en Aulide exemplarisch vorgab. Ihr musikalisches Programm ist im Libretto detailliert aufgeführt. Formal ist sie der dreiteiligen neapolitanischen Opernsinfonia nachgebildet. Der Anfangssatz in Es-Dur stellt plastisch den Sturm und den Untergang des griechischen Schiffes dar. Er enthält ein rhythmisches Thema, das de Majo in der Oper noch einige weitere Male nutzte. Nach dem ruhigen G-Dur-Mittelsatz mit Soloflöte, bei dem die Überlebenden das Land erreichen, leitet ein Sforzato zum Es-Dur-Schlussteil über, der den Kampf der Ankömmlinge mit den Skythen schildert. Hier gibt es Dreiklangs-Motive und bewegte Triolen.
Die beiden großen Auftritte des Sarmaten Merodate begleitet de Majo auf der Bühne mit orientalischer Janitscharenmusik, die Gluck im selben Jahr in La rencontre imprévue erstmals in einer Oper eingesetzt hatte und die in Mannheim daher völlig neu wirkte. Auch sonst wird das Orchester effektvoll genutzt. So gibt es in den Ritornellen der Arien häufig Bläserpartien. Einer der Höhepunkte ist Toantes Arie „Pudico fu spesso“ (Nr. 15, II.3), in der eine Solo-Oboe und ein Solo-Fagott konzertieren.:xv Orestes letzte Arie, „Tornò la mia speranza“ (Nr. 28, III.8), ist das spektakulärste Stück der Oper. Sie wird von Oboen, Hörnern, Trompeten und Pauken begleitet. Die für den Soprankastraten Tonarelli geschriebene überaus virtuose Gesangspartie ist gekennzeichnet von großen Sprüngen bis zur Tredezime (cis’–a’’) und strahlenden Koloraturen bis zum h’’.:xvi
Trotz der innovativen Form verzichtet de Majo nicht auf traditionelle Arien – darunter eine Es-Dur-Ombraarie – und virtuose Stücke. Besonders der Tomiri sind temperamentvolle Koloraturen zugewiesen. Alle Rollen sind musikalisch prägnant gestaltet. Die Arie „Non m’irritate“ des Tyrannen Toante wird vom vollen Orchester mit Pauken begleitet. Für Ifigenia gibt es hingegen lyrische Klänge. Die Passagen des mit Wahnsinn geschlagenen Oreste sind formal vollkommen frei gestaltet.

## Werkgeschichte
1764 wurde der neapolitanische Komponist Gian Francesco de Majo an den Mannheimer Hof geladen, wo er für die Feier des Namenstags des Kurfürsten Karl Theodor eine Oper auf ein Libretto von Mattia Verazi komponieren sollte. Da der Kurfürst kulturell höchst aufgeschlossen und künstlerischen Reformen positiv eingestellt war, ein hervorragendes Orchester besaß und reichlich finanzielle Mittel zur Verfügung stellte, boten sich de Majo ideale Möglichkeiten für seine Oper, die er auch vollständig ausnutzte.
Die Uraufführung fand am 5. November 1764 im Mannheimer Hoftheater statt. Es sangen Giovanni Battista Zonca (Toante), Dorothea Wendling (Ifigenia), Lorenzo Tonarelli (Oreste), Giovanni Battista Coraucci (Pilade), Elisabetta Sarselli (Tomiri) und Pietro Paolo Carnoli (Merodate). Die Choreografie der Tänze stammte von Monsieur Bouqueton.
Nach einem Bericht des Grafen Andreas von Riaucour über die Festlichkeiten war die Aufführung ein vollständiger Erfolg, und an der Schönheit der Musik, dem Abwechslungsreichtum der Szenen und der Extravaganz der Kostüme sei nichts zu verbessern gewesen. Die Titel der beiden zwischen den Akten aufgeführten Ballette, die Riaucour ebenfalls erwähnte, sind nicht überliefert. Wahrscheinlich gab es in der folgenden Karnevalsaison noch mehrere Aufführungen der Oper, und vermutlich wurde sie (wie damals in Mannheim üblich) im folgenden November wiederaufgenommen.:xii
Der Verbleib des Autographen ist unbekannt. Erhalten sind jedoch eine Partiturabschrift und die in Mannheim gedruckten Libretti in italienischer und deutscher Sprache. Zu de Majos Lebzeiten wurde seine Ifigenia in Tauride wie die meisten in Mannheim für spezifische festliche Anlässe komponierten Opern nicht wieder gespielt.
Wilhelm Heinse verglich im zweiten Teil seines 1795 erschienenen dreibändigen musikgeschichtlichen Romans Hildegard von Hohenthal detailliert die beiden Ifigenia-Vertonungen Majos und Jommellis. Er kritisierte das Libretto heftig, bewunderte aber die Musik der beiden Komponisten.:xi

„Es ist unbegreiflich, wie man nach dem Meisterstücke des Euripides so etwas Mittelmäßiges machen konnte! Der Kaffern-König Merodates, und die Tomiris müssen erbärmlich den Knoten auflösen und die Griechen wegbringen. Einige schöne Arien und die Situazionen ausgenommen, herrscht in dieser Oper gar nichts von dem Gefühl, das im Euripides so aus der innersten Natur gehohlt ist und überall entzückt. Schade, daß zwey der größten Tonkünstler ihr Genie daran verschwendet haben!
Das Wahre der Fabel besteht in Folgendem: Orestes muß, dem Verhängnisse der Götter zufolge, nach manchen Trübsalen noch die Todesangst wegen des Muttermordes ausstehen; seine jüngste herrliche Schwester und sein himmlischer Freund retten ihn endlich, und machen ihn wieder glücklich. Das Ganze wird durch Religion reizend verschleyert und verziert.
Der Opernmacher Verazi hat gar keine Ahndung davon gehabt. Kindisch verändert er die Fabel und läßt den Orestes wider Willen seine Mutter Klytämnestra ermorden, weil sie unversehens dazwischen läuft, als er den Aigisth ersticht.
Aber die Musik selbst? – Es ist ein wahrer Ohren- und Seelenschmaus, den alten großen Jomelli am Ende seiner Laufbahn den Zauber des himmlischen Genius Majo bekämpfen zu sehen! Wahrscheinlich wählte er Verazi’s im Grunde armselige Oper deßwegen, weil er sich mit diesem bewunderten Jüngling messen wollte. Neapel hat gewissermaaßen zum Vortheil des letztern entschieden, und der Alte, wie man sagt, sich darüber zu Tode gegrämt. Heftige Eifersucht war ja immer bey großen Talenten. – Zeit und Umstände können auf das Urtheil Einfluß gehabt haben; die Nachwelt soll unpartheyisch richten.“

Eine erste Wiederentdeckung gab es 1999 im Stadttheater Heidelberg, wo das Werk in einer Inszenierung von Andreas Baesler gespielt wurde. Thomas Kalb leitete das Philharmonische Orchester der Stadt Heidelberg. Die Sänger waren Andreas Daum (Toante), Inga Fischer (Ifigenia), Jörg Waschinski (Oreste), Martin Wölfel (Pilade), Katarzyna Dondalska (Tomiri) und Werner Volker Meyer (Merodate).
In der Spielzeit 2008/2009 gab es eine Neuinszenierung von Wolfgang Quetes, die im Teo Otto Theater Remscheid und im Opernhaus Wuppertal gespielt wurde. Die Ausstattung stammte von Manfred Kaderk. Hier sangen Thomas Schobert (Toante), Banu Böke (Ifigenia), Cornel Frey (Oreste), Miriam Scholz (Pilade), Elena Fink (Tomiri) und Boris Leisenheimer (Merodate). Die musikalische Leitung hatten Martin Braun in Remscheid und Florian Ziemen in Wuppertal.

## Digitalisate
- Libretto (deutsch), Mannheim 1764. Digitalisat der Library of Congress
- Libretto (deutsch), Mannheim 1764. Digitalisat bei Google Books
- Libretto (italienisch), Mannheim 1764. Digitalisat der Universitätsbibliothek Heidelberg